# Зелена недеља
Зелена недеља или зелени празници, је традиционални словенски сезонски празник који се обележава почетком јуна. Уско је повезан са култом мртвих и пролећним пољопривредним обредима. У источноевропским селима, седам недеља након Ускрса су историјски биле време празника. Зелена недеља се одржава током седме недеље којој претходе Духови и укључује седми четвртак после Васкрса, који се зове Семик.
После зелене недеље следе Света Тројица, позната и као празник Тројице у источном хришћанству.

## Опште информације
На Семик (четвртак зелене недеље) одржавају се погребни обреди за нечисте мртве (оне који су умрли пре времена). Нарочито су значајне брезе, јер се сматрају домаћинима за душе умрлих. Понекад људи поштују одређено дрво тако што га украшавају или носе около. У другим временима људи секу гране брезе и каче их у својим домовима. Бреза се такође сматра симболом вегетативне моћи и може бити почаствована надом људи да ће унети своју виталност у усеве предстојеће сезоне.
Пролеће и ритуали плодности такође су важни за празник.1]  Неки верују да је то остатак ритуалне сексуалне активности повезане са култом пролећа.[1] Изабрана бреза се уништава на крају свечаности. Обично се утапа, „како би се обезбедиле потребне падавине за ницање усева“.
У Румунији постоји сличан празник, који се зове Русали. Постоје и сличне германске традиције.